# موشا
قرية موشا هي إحدى القرى التابعة لمركز أسيوط في محافظة أسيوط في جمهورية مصر العربية. حسب إحصاءات سنة 2006، بلغ إجمالي السكان في موشا 30449 نسمة، منهم 15894 رجل و 14555 امرأة.

## أعلام القرية
- سيد قطب صاحب تفسير في ظلال القرآن.
- محمد قطب
- الشاعر بكر موسى